# Січко Сергій Михайлович
Сергій Михайлович Січко (нар. 15 листопада 1949, Дмитрівка (Березанський район) Миколаївської області) — народний вчитель України. Нагороджений знаком «Відмінник освіти України», лауреат обласної премії ім. М. Аркаса;.

## Біографія
Сергій Михайлович народився 1949 року на Миколаївщині. Після закінчення Березанської середньої школи вступив до Миколаївського державного педагогічного інституту. У 1975 закінчив факультет фізичного виховання, а в 1979 р. — історичний факультет. У 1990 р. закінчив Академію суспільних наук у м. Москва, захистив кандидатську дисертацію та в 1995 р. здобув вчене звання доцента кафедри педагогіки МДПІ.
З 1991 р. і до теперішнього часу Сергій Михайлович працює директором спеціалізованої інформатико-математичної школи № 38, перетвореної на муніципальний колегіум м. Миколаїв. Одночасно, за сумісництвом, він доцент кафедри педагогіки Миколаївського державного університету..

## Нагороди
- Заслужений працівник освіти України (1999).
- Відмінник освіти України.
- Городянин року — 1997.
- Нагороджений грамотами Міністерства освіти і науки України, Всеукраїнського фонду культури України (2002),
- медаллю Всеукраїнського товариства Просвіти «Будівничий України» (2003).
- Лауреат обласної премії ім. М. Аркаса (2007).
- Переможець Всеукраїнського конкурсу «100 кращих керівників шкіл України» в номінації «Стратегія та розвиток навчального закладу» (2007),
- номінант обласної премії «Освітянин року» (2007).
- «Народний вчитель України» (2010)[3].

## Науковий доробок
Автор близько 50 наукових статей, низки посібників, зокрема:
- «Школа козацтва»;
- «Історична мозаїка України»;
- «Джура» (2007).